# Conexão Repórter
Conexão Repórter foi  um programa de televisão brasileiro do gênero jornalismo investigativo, exibido pelo SBT de 4 de março de 2010 a 19 de outubro de 2020, e apresentado pelo jornalista Roberto Cabrini, que também foi o editor-chefe.

## Histórico
O primeiro episódio foi ao ar em 4 de março de 2010.
A partir do dia 1º de março de 2015, passou a ser exibido aos domingos após o Programa Silvio Santos, substituindo o De Frente com Gabi. A partir do dia 15 de janeiro de 2018, passou a ser exibido às segundas, após o Programa do Ratinho.
Em 21 de setembro de 2020, o SBT confirmou oficialmente que o apresentador seria demitido. Um dos principais motivos seriam pelos cortes de gastos, que ocasionaram também na dispensa de nomes importantes, além também do baixo faturamento. Inicialmente, seriam exibidos apenas reprises do programa por tempo indeterminado após a exibição do último episódio no dia 19 de outubro. Em 16 de outubro de 2020, é anunciada a contração de Benjamin Back para comandar um esportivo com o nome provisório de Arena SBT a partir do dia 26 do mesmo mês, passando a ocupar o horário do investigativo.
Em 22 de março de 2021, o SBT passa a reprisar alguns episódios nas madrugadas de segunda a sexta, substituindo a reapresentação do Triturando/Fofocalizando, sendo exibido apenas para as emissoras próprias do SBT e praças sem programação local. Essa reprise ficou no ar até o dia 15 de janeiro de 2023, quando teve o espaço preenchido pelo SBT News na TV.

## Prêmios
- 2010 - Prêmio Esso Especial de Telejornalismo pela reportagem sexo, intrigas e poder que denunciou a pedofilia na Igreja Católica e gerou repercussão em todo o mundo.[5]
- 2012 - Troféu Imprensa de melhor programa jornalístico.[6]
- 2019 - Troféu APCA  indicado a melhor programa jornalístico[7]